# Noria de la Cabra
Noria de la Cabra är en ort i Mexiko.   Den ligger i kommunen Matehuala och delstaten San Luis Potosí, i den centrala delen av landet, 500 km norr om huvudstaden Mexico City. Noria de la Cabra ligger 1 659 meter över havet och antalet invånare är 269.
Terrängen runt Noria de la Cabra är platt åt nordost, men åt sydväst är den kuperad. Terrängen runt Noria de la Cabra sluttar österut. Runt Noria de la Cabra är det ganska tätbefolkat, med 72 invånare per kvadratkilometer. Närmaste större samhälle är Matehuala, 9,9 km söder om Noria de la Cabra. Omgivningarna runt Noria de la Cabra är i huvudsak ett öppet busklandskap.